# لمفوما جلدية بائية الخلايا
اللمفوما الجلدية بائية الخلايا تشكل مجموعة من الأمراض التي تحدث بشكل أقل شيوعا من لمفوما جلدية تائية الخلايا, وهي تتميز نسيجيا بالخلايا البائية التي تظهر لتلك الخلايا الموجودة بشكل طبيعي في المراكز الجرثومية في العقد الليمفية.:741 بعض الحالات المشمولة ضمن هذه المجموعة::740–743
- لمفوما بائية ضخمة الخلايا منتشرة
- لمفوما جريبية جلدية أولية
- لمفوما جلدية أولية للمنطقة الهامشية
- لمفوما بائية ضخمة الخلايا داخل الأوعية
- ورم البلازماويات
- كثرة البلازماويات